# 太平真鏡流
太平真鏡流（たいへいしんきょうりゅう、おおひらしんきょうりゅう）とは、若菜豊重（若菜真鏡斎）が開いた剣術流派。居合・薙刀術・拳法（柔術）も伝えていた。流名は、下野（現 栃木県）の太平山（おおひらさん）で開いたことと、豊重の号の「真鏡斎」に因んでいる。「大平真鏡流」「泰平真鏡流」と表記されることもある。
若菜豊重は、1727年（享保12年）、下野の都賀郡横堀村（現 栃木県栃木市大平地域）に生まれた。小林右門より柳生流を学び、1746年（延享3年）江戸に出て、今枝良台（理方一流開祖）、中西子武（中西派一刀流第2代）、森戸偶太（浅山一伝流第9代）らと試合をしたという。1778年（安永7年）下野の太平山に約1ヶ月籠もった後、太平真鏡流を開いた。
八王子に道場があり、八王子千人同心の同心だけでなく複数の千人頭や組頭も入門したため、八王子千人同心に広まった。千人同心の太平真鏡流師範として、『桑都日記』の作者として知られる組頭・塩野適斎などがいる。

## 八王子千人頭十家の門人
- 河野通泰 (四郎左衛門)
- 石坂徳誼
- 原胤禄
- 山本篤敬
- 志村貞慎
- 荻原友寿
- 山本敬典